# USS San Jacinto (CVL-30)
USS San Jacinto (CVL-30) – lekki lotniskowiec floty amerykańskiej z czasów II wojny światowej należący do typu Independence.

## Historia
„San Jacinto” pierwotnie miał być lekkim krążownikiem typu Cleveland USS „Newark” (CL-100) jednak 11 lipca 1942 roku Departament Marynarki nakazał stoczni w Camden przebudowę okrętu (którego budowa nie była jeszcze rozpoczęta) na lekki lotniskowiec. Wiązało się to między innymi ze zmianą nazwy i tak 2 czerwca 1942 (jeszcze przed decyzją o przebudowie) okręt nazwano „Reprisal”, a od 30 stycznia 1943 roku „San Jacinto”. Pierwszym dowódcą jednostki był komandor Harold M. Martin. Po wejściu do służby 15 listopada 1943 roku okręt wypłynął w rejs mający na celu zgranie załogi na Morze Karaibskie następnie popłynął na Pacyfik, poprzez Kanał Panamski, San Diego i Pearl Harbor dotarł na atol Majuro na wyspach Marshalla. Tam okręt stał się częścią grupy bojowej Task Force 58/38 dowodzonej przez kontradmirała J.J. Reeves'a, na pokład lotniskowca została zaokrętowana jego 51 Grupa Lotnicza (Air Group 51). 5 czerwca 1944 roku lotniskowiec wyruszył wraz z pozostałymi okrętami w kierunku archipelagu Marianów aby wziąć udział w bitwie na Morzu Filipińskim, samoloty lotniskowca brały między innymi udział w ataku na japoński lotniskowiec „Zuikaku”. W trakcie bitwy, podczas nocnego powrotu samolotów na macierzyste okręty miało miejsce ciekawe, ale spotykane już wcześniej wydarzenie, na pokładzie lotniskowca usiłował przez pomyłkę wylądować japoński samolot. Lotniskowiec brał następnie udział w atakach na wyspy Rotę i Guam. Po pobraniu paliwa i zaopatrzenia na atolu Eniwetok samoloty z „San Jacinto” brały udział w atakach na wyspy Palau (15 lipca 1944), Chichi-jima, Haha-jima i Iwo Jima (5 sierpnia 1944). Po kolejnym tankowaniu na Eniwetok okręt powrócił w rejon wysp Bonin.

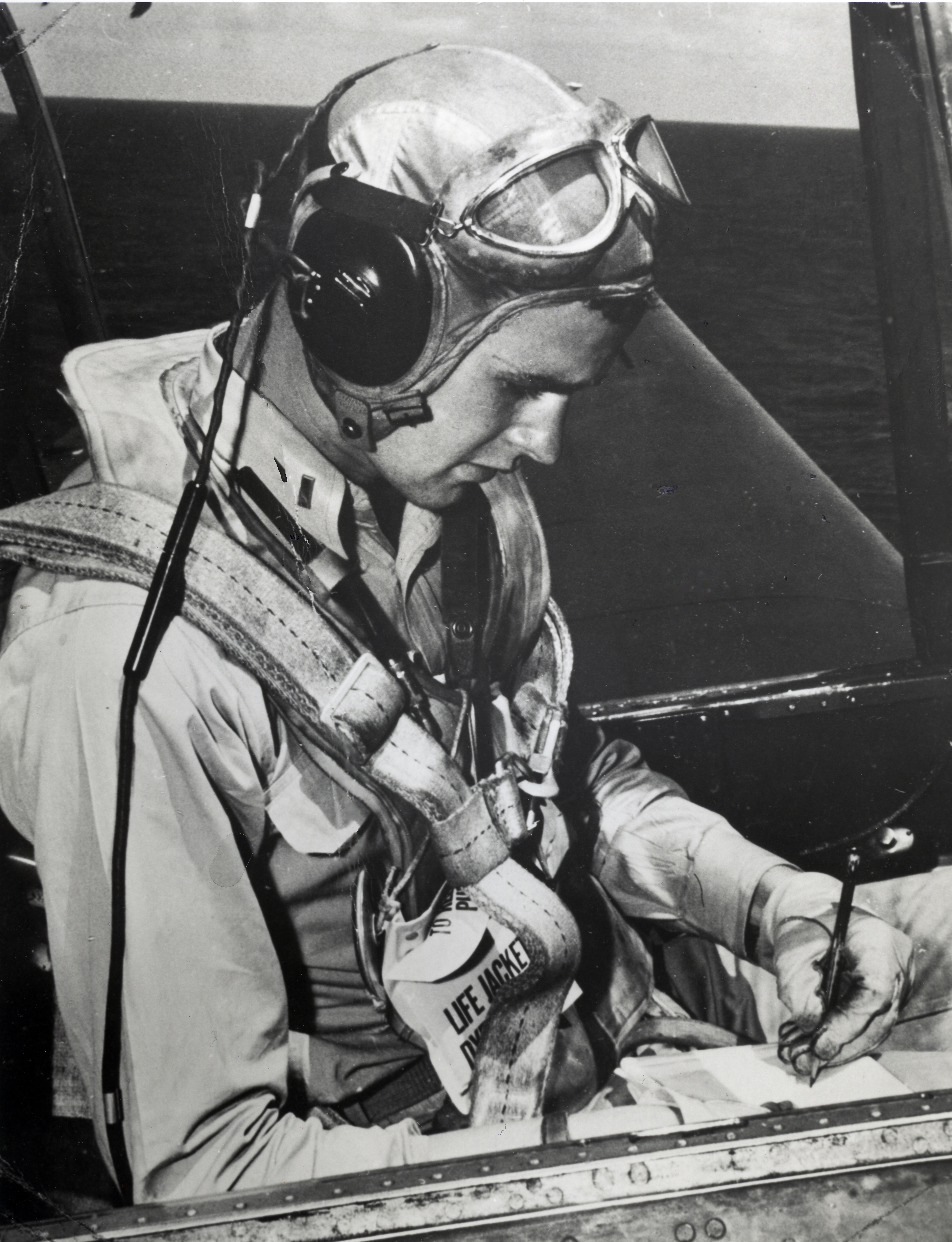
George H.W. Bush w samolocie Avenger, USS San Jacinto (CVL-30), 1944

2 września, podczas ataku samolotów z lotniskowca na japońską radiostację wojskową na wyspie Chichi Jima, został zestrzelony przez artylerię przeciwlotniczą Grumman TBF Avenger o imieniu własnym „Barbara”. Pilotem Avengera był George H.W. Bush, późniejszy prezydent Stanów Zjednoczonych. Pilotowany przez dwudziestoletniego Busha samolot pomimo trafienia obrzucił bombami cel, po wyprowadzeniu samolotu z lotu nurkowego załoga opuściła maszynę, spadochron Busha zaczepił się o ogon samolotu, a sam pilot został ranny w czoło, ostatecznie spadochron został uwolniony, a ranny Bush wodował w oceanie. Pozostali członkowie załogi samolotu mieli mniej szczęścia, ich spadochrony nie otworzyły się i obydwaj zginęli, sam Bush został wyłowiony przez okręt podwodny USS „Finback”. W następnych dniach okręt osłaniał lotniskowce atakujące wyspy Yap, Ulithi, Anguar i Babelthuap. Po postoju na wyspie Manus w archipelagu Wysp Admiralicji lotniskowiec dołączył do sił atakujących Okinawę. Między 12 a 19 października 1944 roku osłaniał lotniskowce, których samoloty brały udział w atakach na Luzon i Formozę. 17 października na pokładzie miał miejsce wypadek, jeden z myśliwców miał bardzo twarde lądowanie, podczas którego otworzyły ogień jego karabiny pokładowe, ostrzelana została nadbudówka okrętu, zginęło dwóch marynarzy, a 24 odniosło rany, ranny został również kapitan lotniskowca. 20 października „San Jacinto” brał udział w operacji lądowania na Leyte, ale już cztery dni później musiał przerwać akcję i wziąć udział w uznawanej za największą bitwę powietrzno-morską wszech czasów, bitwie o Leyte. Podczas tej bitwy samoloty z lotniskowca uczestniczyły w walkach na Morzu Sibuyan i w bitwie u przylądka Engaño. 30 października artyleria przeciwlotnicza lotniskowca zestrzeliła dwa kamikaze atakujące „San Jacinto”. Po akcji okręt popłynął na Ulithi i dołączył do sił biorących udział w działaniach w Zatoce Manilskiej. Następnie okręt popłynął na Guam, gdzie na pokład została zaokrętowana nowa 45 Grupa Lotnicza (Air Group 45).

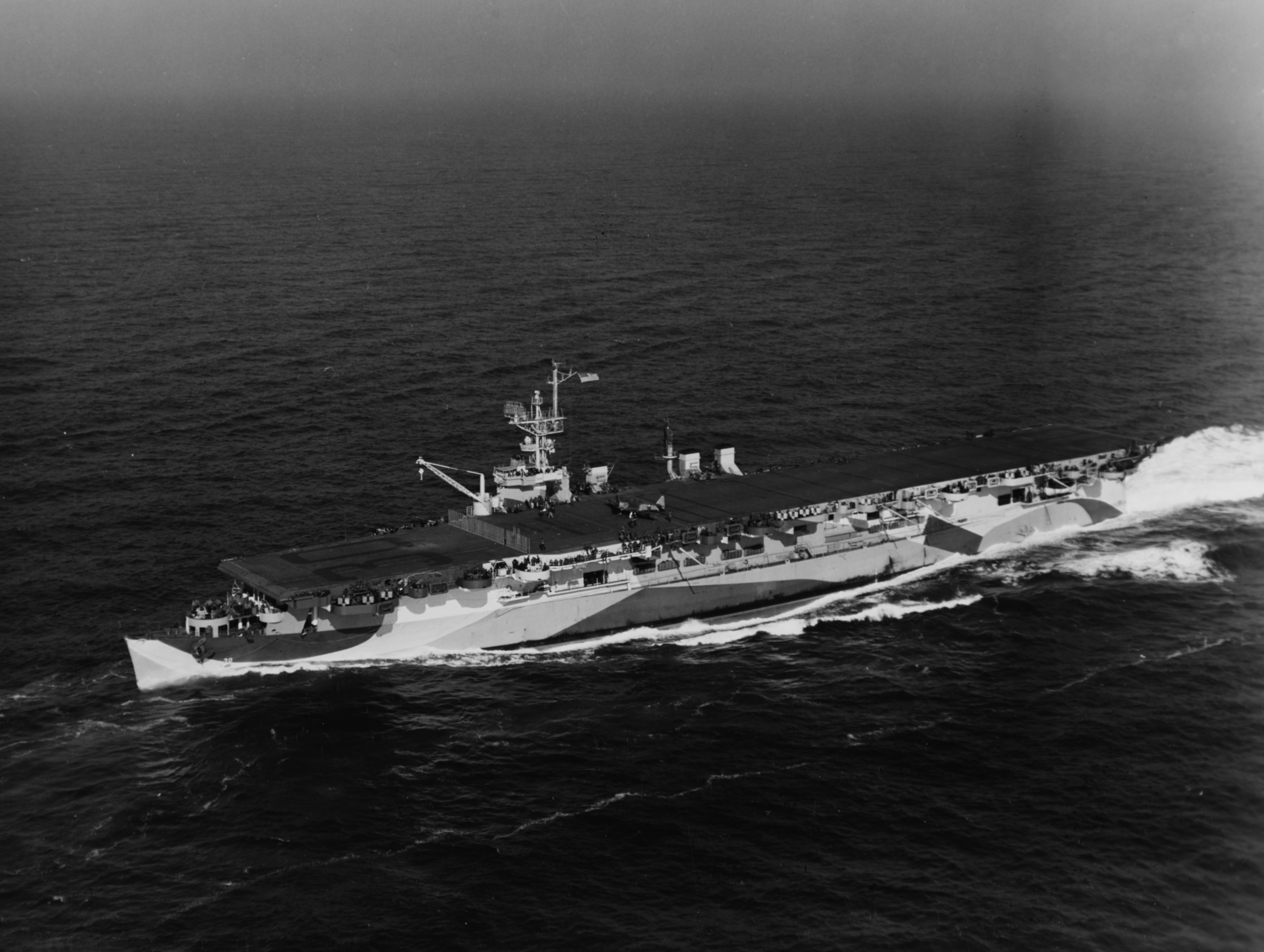
USS „San Jacinto” (CVL-30), 1944

18 grudnia 1944 okręt został niegroźnie uszkodzony przez tajfun Viper. Po naprawieniu uszkodzeń na Ulithi okręt wraz z innymi lotniskowcami popłynął na Morze Południowochińskie. Tam dokonywano ataków na lotniska Formozy, żeglugę w zatoce Cam Ranh i Hongkong. Następnie w ramach Task Force 38 „San Jacinto” brał udział w walkach nad Luzonem i wyspą Riukiu. W dniach 16-17 lutego 1945 roku samoloty z lotniskowca brały udział w walkach nad Tokio, podczas których zestrzeliły wiele nieprzyjacielskich samolotów. Podczas lądowania na Iwo Jimie samoloty z lotniskowca wspierały lądujących marines. 19 marca 1945 roku lotniskowiec uniknął ataku kamikaze. 5 kwietnia 1945 roku japońskie lotnictwo przeprowadziło zmasowany atak kamikaze na siły inwazyjne, które zaatakowały Okinawę, artylerzyści z „San Jacinto” zestrzelili jeden z japońskich samolotów. 7 kwietnia samoloty torpedowe z lotniskowca zatopiły japoński niszczyciel „Hamakaze”, który wchodził w skład eskorty pancernika „Yamato” wysłanego z misją zaatakowania i zniszczenia amerykańskiej floty wspierającej siły inwazyjne na Okinawie (operacja Ten-gō). Samoloty z lotniskowca atakowały lotniska na Kiusiu, skąd startowały japońskie samoloty do swych samobójczych misji i wspierały walczących na Okinawie. 5 czerwca nad wyspę zawitał tajfun, który jednak nie wyrządził szkód na lotniskowcu. Jednostka uzupełniła zaopatrzenie na Leyte i w ramach Task Force 58 popłynęła ku brzegom Japonii biorąc udział w walkach nad Hokkaido i Honsiu. Od 15 sierpnia 1945 roku samoloty wykonywały loty zwiadowcze poszukując obozów jenieckich i dokonując zrzutów z żywnością i lekarstwami. Po zakończeniu wojny „San Jacinto” wrócił 15 września do Stanów Zjednoczonych. 1 marca 1947 wszedł w skład Floty Rezerwowej Pacyfiku, cumując w San Diego. 15 maja 1959 roku lotniskowiec został przeklasyfikowany na pomocniczy transportowiec lotniczy (AVT-5). 1 czerwca 1970 roku został skreślony z listy floty a 15 grudnia 1971 roku sprzedany na złom.
Okręt został odznaczony pięcioma Battle star oraz wymieniony w Presidential Unit citation.